# Alles voor de Show
Alles voor de show was een 25 minuten durend humoristisch archiefprogramma dat in 2003 gemaakt werd ter gelegenheid van het 50-jarig bestaan van de openbare omroep VRT. In dit programma werden leuke fragmenten uit het archief van de BRT/VRT uitgezonden en per aflevering onderverdeeld onder een bepaald thema (sport, muziek, fictie,...). Bart Peeters verzorgde de presentatie.
Het programma was eigenlijk een nieuwe versie van De leukste eeuw en een voorloper van Het ABC van de VRT.